# Liste der Gerichte in Umbrien
Die Liste der Gerichte in Umbrien dient der Aufnahme der staatlichen italienischen Gerichte der ordentlichen und besonderen Gerichtsbarkeit in der Region Umbrien. Bis auf Weiteres sind nur Gerichtsorte angegeben.

## Ordentliche Gerichtsbarkeit
| Oberlandesgericht | Nachgeordnete (Landes-)Gerichte    | Friedensgerichte                                    |
| ----------------- | ---------------------------------- | --------------------------------------------------- |
| Perugia           | Perugia                            | Castiglione del Lago, Città di Castello, Perugia    |
| Perugia           | Spoleto                            | Foligno, Norcia, Spoleto, Todi                      |
| Perugia           | Terni                              | Città della Pieve, Orvieto, Terni                   |
| Perugia           | Jugendgericht Perugia              |                                                     |
| Perugia           | Strafvollstreckungsgericht Perugia | (Strafvollstreckungsstellen in Perugia und Spoleto) |

Beim Oberlandesgericht (Corte d’appello) wird ein Schwurgericht zweiter Instanz eingerichtet, bei den Landesgerichten Schwurgerichte. Beim Oberlandesgericht gibt es eine Generalstaatsanwaltschaft, bei den Landesgerichten und Jugendgerichten Staatsanwaltschaften.
Beim Oberlandesgericht Perugia und beim Landesgericht Perugia bestehen Kammern für Unternehmens-, Urheberrechts- oder Handelssachen.

## Besondere Gerichte
- Regionaler Verwaltungsgerichtshof (TAR) in Perugia.
- Regionale Steuerkommission (Finanzgericht) in Perugia.
  - Zwei nachgeordnete Provinz-Steuerkommissionen in Perugia und Terni.
- Das Gericht für öffentliche Gewässer in Rom ist auch für die Region Umbrien zuständig.
- Außenstelle des Nationalen Rechnungshofes in Perugia (hat den Status eines Gerichts).
- Das Militärgericht in Rom ist auch für die Region Umbrien zuständig.
- Aufgaben der Verfassungsgerichtsbarkeit übernimmt das Verfassungsgericht in Rom.